# Make Me Like You
«Make Me Like You» es una canción de la cantante estadounidense Gwen Stefani, incluida en su tercer álbum de estudio, This Is What the Truth Feels Like. Se lanzó como segundo sencillo digital el 12 de febrero de 2016 y se distribuyó a la radio musical contemporánea en Estados Unidos el 16 de febrero a través de Interscope Records. La producción estuvo a cargo del dúo sueco Mattman & Robin (conformado por los músicos Mattias Larsson y Robin Frediksson), y la letra fue coescrita entre ellos, Stefani, Justin Tranter y Julia Michaels. La grabación fusiona pop, disco y soft rock, con una melodía uptempo de guitarras y arpas digitales. La letra, inspirada en la relación de Stefani con Blake Shelton, explora la búsqueda y renovación del amor tras una relación fracturada. La crítica musical elogió a «Make Me Like You» por su tono animado y «apto para la radio».
En Estados Unidos, debutó y alcanzó su máximo en el puesto 54 del Billboard Hot 100, permaneciendo en la lista durante cinco semanas no consecutivas, y mostró un desempeño más modesto en Japón, Canadá y Francia. El 22 de abril se lanzó un extended play que incluía tres remezclas suyas. El videoclip, dirigido por Sophie Muller, colaboradora de larga data de la cantante, fue el primer video filmado y transmitido en vivo por televisión. El evento, patrocinado por Target Corporation y realizado durante un intermedio comercial en la 58.ª edición de los Premios Grammy, tuvo un costo aproximado de 12 millones de dólares, ubicándose entre los más caros jamás producidos. Recibió críticas positivas y se caracterizó por sus cambios bruscos de vestuario, así como por una escena en la que Stefani se burla de la intensa atención mediática sobre su vida privada. Ella interpretó «Make Me Like You» en directo en televisión, durante su gira This Is What the Truth Feels Like Tour de 2016, y en eventos especiales de Mastercard y el anfiteatro Irvine Meadows en Irvine, California.

## Producción y lanzamiento
En 2014, Stefani se embarcó en dos proyectos: un sucesor de The Sweet Escape y un nuevo disco con su banda No Doubt. Hacia finales de ese año se lanzaron dos sencillos, «Baby Don't Lie» y «Spark the Fire». En agosto de 2015, tras casi trece años de matrimonio, solicitó el divorcio de Gavin Rossdale y, dos meses más tarde, anunció que había descartado el trabajo previo para el nuevo álbum para comenzar de nuevo con material renovado. Fue entonces cuando colaboró con Justin Tranter y Julia Michaels. Después de escribir varias canciones sobre la ruptura de su matrimonio, se inspiró en su nueva relación con Blake Shelton para crear temas como «Make Me Like You». La canción se gestó en cuestión de minutos, alrededor de 10 a 15, según la propia Stefani. Los créditos de composición incluyen a Tranter, Michaels y los productores Mattias Larsson y Robin Frediksson. Las voces se grabaron en Wolf Cousins y Maratone Studios, en Estocolmo, así como en Interscope Studios en Santa Mónica, California. Juan Carlos Torrado y Noah Passovoy se encargaron de grabaciones adicionales, y Serban Ghenea mezcló el audio en Mixstar Studios, en Virginia Beach, Virginia. La carátula muestra a Stefani con un atuendo inspirado en Marilyn Monroe. Interscope Records lo puso a la venta en formato digital el 12 de febrero de 2016 y lo distribuyó a la radio de música contemporánea de Estados Unidos e Italia el 16 de febrero y el 25 de marzo, respectivamente. El 22 de abril se lanzó un extended play digital que incluía tres remezclas producidas por los DJs RAC, Chris Cox y Sad Money.

## Recepción

### Comentarios de la crítica
«Make Me Like You» recibió elogios generalizados por parte de la crítica musical. Un miembro del personal de Billboard destacó su pop «cremoso y animado». Spencer Kornhaber, de The Atlantic, comparó su producción y la «expresión característica» de Stefani con el estilo de Sheryl Crow, a quien prefirió por sobresalir «con fuerza». Adam Kivel, de Consequence of Sound, trazó un paralelismo entre «Make Me Like You» y «Lovefool» de The Cardigans, considerando que dicha semejanza es tanto un cumplido como una crítica. Mikael Wood, de Los Angeles Times, afirmó que Stefani evoca parte de la «insolencia atractiva» que la definió en su etapa con No Doubt y alabó su elección de trabajar con Mattman & Robin, calificando la colaboración de «astuta». Theon Weber, crítico de Spin, comparó la pista con otros temas de su era synth pop  (como «Simple Kind of Life», «Underneath It All» y «Serious»), destacando su «espaciosa y centelleante ligereza». Sal Cinquemani, de Slant Magazine, observó reminiscencias de «The Sweet Escape», mientras que Kelly Lawler, de USA Today, la describió como «pegajosa» y «dulce caramelo pop». Finalmente, Gregory Robinson, de Redbrick, coincidió al definirla como «otra deliciosa porción de perfección pop» y afirmó que la nueva propuesta de Stefani es, sin duda, «un manjar para los oídos».
Varios críticos señalaron que «Make Me Like You» es uno de los mejores momentos del disco. Jillian Mapes, de Pitchfork, llegó a afirmar que es «su única pista que realmente funciona». Carolyn Menyes, de Music Times, destacó que, de las dos pistas que «capturan las primeras etapas de una relación» (junto a «Send Me a Picture»), esta resulta la más emocionante, mientras que Ryan Middleton, del mismo medio, indicó que su «sólida producción» le provocó un «efecto pegajoso temporal». Por otro lado, si bien Adam R. Holz, de Plugged In (un periódico de la organización Enfoque a la Familia), valoró la honestidad de sus letras, Lindsay Zoladz, de Vulture, las describió como «irreprimiblemente y convincentemente juveniles». En The Michigan Daily, Christian Kennedy resaltó que son pegajosas «sin caer en la insipidez que caracteriza a gran parte del pop actual», y que «se ajustan perfectamente a la pulida producción» del tema. En contraste, Mesfin Fekadu, de The National, opinó que el sencillo no refleja la identidad de Stefani, «como si otra estrella del pop pudiera interpretarlo sin que se notara la diferencia», y lo calificó de «decepcionante para una cantante que habitualmente se destaca en la escena musical pop».

### Desempeño comercial
En Estados Unidos, «Make Me Like You» alcanzó el puesto 54 en el Billboard Hot 100, siendo la entrada debutante más alta de la semana. Ingresó en la lista Digital Songs en el puesto 12, con ventas digitales superiores a 56 000 copias en su primera semana. La semana siguiente descendió al 68 en el Hot 100 y desapareció del ranking la siguiente semana. Tras el lanzamiento de This Is What the Truth Feels Like, la canción reingresó al Hot 100 en el puesto 97, permaneciendo en la lista durante cinco semanas y saliendo cuando ocupó el número 100 la semana del 16 de abril de 2016. Se distribuyó a la radio pop contemporánea el 16 de febrero, cuatro días después de su lanzamiento digital, lo que impulsó su entrada al Adult Top 40, donde alcanzó el 17 y permaneció 12 semanas en la lista. Para la semana que finalizó el 7 de mayo, llegó al puesto 24 en el Adult Contemporary, y alcanzó el número 23 en el Mainstream Top 40, siendo este el pico más bajo en la carrera de Stefani. Luego del estreno del videoclip, se registraron más de 1,95 millones de reproducciones en Spotify, y hasta el 10 de marzo de 2016 se habían vendido 104 879 copias digitales del sencillo.
En Canadá alcanzó el puesto 62, siendo su sencillo con menor rendimiento tras «Used to Love You». En mayo de 2016 llegó al número 27 en la lista Adult Contemporary de Billboard Canadá y permaneció 18 semanas en dicho ranking. Asimismo, se ubicó en el puesto 27 en el componente de descargas de los Official Finnish Charts. En Japón alcanzó el número 47 en el Japan Hot 100, siendo la primera (y única) aparición de Stefani en dicho ranking; tres semanas después de alcanzar su pico, desapareció de la lista. Según el Sindicato nacional francés de la edición fonográfica, debutó en el puesto 143, alcanzó el 81 tres semanas después y vendió 9.343 copias. El sencillo tuvo un desempeño más modesto en otros territorios. En Australia, debutó en el puesto 99 y alcanzó el 97 la semana siguiente, convirtiéndose en el lanzamiento de Stefani con menor éxito en ese país. En el Reino Unido no logró ingresar al top 100, debutando y alcanzando su máximo en el puesto 140. Impulsada por las descargas digitales, ingresó en la lista de descargas de sencillos de ese país en el puesto 63 durante la semana del 19 de febrero de 2016.

## Videoclip

### Antecedentes y desarrollo
El videoclip de «Make Me Like You» se rodó el 15 de febrero de 2016 en Burbank, California, en un estudio de Warner Bros. durante la transmisión en vivo de la 58.ª edición de los Premios Grammy. Sophie Muller, quien ya había trabajado con Stefani en los videos de «Don't Speak», «Cool» y «Spark the Fire», estuvo a cargo de la dirección. Poco antes de la emisión en vivo, durante un ensayo, la cantante tropezó y se golpeó la cabeza; en la confusión, su doble apareció frente a la cámara. Stefani bromeó diciendo que esos percances le «hicieron recobrar el sentido», y la grabación final transcurrió sin contratiempos. Tras concluir, declaró: 

¡Guau! Esos fueron los cuatro minutos más rápidos. Es asombroso todo lo que se requiere en una sola toma. No podría estar más orgullosa de nuestro equipo, especialmente de Sophie, el reparto y la producción, por el esfuerzo de las últimas semanas. Todo este proyecto con Target ha sido una experiencia increíble y estoy muy agradecida por la oportunidad de colaborar con ellos.

En una entrevista con Jimmy Kimmel, expresó que apenas podía creer que aquella actuación hubiera ocurrido. Según reseñas de Los Angeles Times y Music Times, ella trabajó de forma exhaustiva en el video durante aproximadamente seis días. El 22 de febrero de 2016, Billboard informó que el proyecto tuvo un costo estimado de 12 millones de dólares, de los cuales alrededor de 8 millones se destinaron a la compra de tiempo en emisión, y el resto se invirtió en producción. Esto lo convirtió en uno de los más caros jamás producidos.

### Sinopsis
En el video, Stefani se despierta entre los escombros de un accidente automovilístico, luciendo un vestido a rayas en blanco y negro sobre una camiseta de cuello alto y pantalones negros. Se levanta, pasa junto a una fila de relojes colgantes y es recibida por cuatro mujeres con monos. Una de ellas le retira el vestido, mientras otra se lo sustituye por un kimono rojo. Luego, ingresa a una peluquería de tonos rosados, donde la estilista la saluda y la acomoda en una silla con ruedas. La asistente del salón le entrega una revista sensacionalista con el titular «¡Gwen embarazada de bebé extraterrestre!», aludiendo a rumores reales sobre su vida privada. En el segundo verso, se cambia a un bléiser con lentejuelas en una sala de espejos y atraviesa un túnel rojo, seguida de dos bailarines de breakdance. Durante el puente, entra en una habitación oscura en la que aparecen cinco figuras femeninas que portan máscaras con su rostro. Tras chocar intencionadamente con dos de ellas, se coloca un poncho multicolor y conduce una motocicleta junto a otras mujeres. Se sitúa en la barra, donde el barman Todrick Hall simula mezclar bebidas y limpiar el mostrador; mientras, una bailarina de fondo la levanta y la hace girar en círculo, acompañada por otros que también bailan. Posteriormente, se aproxima a un piano y sincroniza los labios con el puente de la canción, mientras el equipo de producción reemplaza sus tacones altos por patines sobre ruedas. Finalmente, al ingresar a una sala con forma de diana, patina durante el estribillo; su doble acrobática «se cae», lo que sorprende a los demás patinadores. El video concluye con Stefani, en una plataforma, sincronizando los últimos versos de la canción, mientras la cámara se aleja y revela el logo de Target, acompañado de confeti rojo cayendo desde el techo del estudio.

### Lanzamiento y recepción
El video se estrenó en la cuenta de Vevo de Stefani la mañana siguiente a su emisión en vivo, el 16 de febrero de 2016. No estuvo disponible como descarga de pago en Estados Unidos hasta el 29 de febrero, mientras que fuera de Norteamérica se lanzó el 7 de junio. En Facebook, se impulsó su difusión tras el estreno; según el director de marketing de Target, la campaña generó «más de 3 mil millones de impresiones mediáticas...», y el video acumuló casi dos millones de visitas en YouTube. Natalie Finn, de E! Online, lo calificó de «exactamente en lo correcto, como siempre», y elogió los cambios de vestuario, el patinaje sobre ruedas y la presencia de bailarines «que se asemejan a la propia Stefani». Nolan Feeney, para Time, escribió: «Gwen Stefani no estaba programada para actuar durante los Grammy 2016, pero puede que haya ofrecido una de las presentaciones más coloridas de la noche». Brennan Carley, de Spin, definió el video como «la auténtica Stefani: atrevido, colorido, enérgico y completamente atemporal». Cole Delbyck, de HuffPost, comentó que «Stefani transformó un intermedio comercial rutinario en una bonanza retro de patinaje en línea, con suficientes cambios de vestuario, coreografía y acrobacias visuales como para hacer que Grease Live! parezca un musical escolar embarazoso». La escena en la que el doble de riesgo de Stefani cae sorprendió a los críticos, y muchos de ellos pensaron que fue real. Delbyck calificó el truco de «confuso», pero explicó que «si observas de cerca justo antes de la caída, Stefani abandona la pantalla por unos segundos», lo que le permitió cambiarse antes de la escena final. Justin Harp, de Digital Spy, describió el video como «colorido» y elogió el ingenio de la doble de riesgo. Kennedy lo definió como «un faro de esperanza, brillantemente colorido, para la continua experimentación en la música pop». Según Erin Jensen, de USA Today, fue una respuesta al «comentario de Stefani de que su vida se ‘desmoronó’ con el fin de su matrimonio».
En los premios del Make-Up Artists and Hair Stylists Guild de 2017, los maquilladores Mira Cho, Marisa Ramírez y Gregory Arlt fueron nominados por su trabajo en el video. Aunque Stefani es considerada la primera artista en transmitir un video musical en vivo por televisión, la cantante Erykah Badu produjo un video en directo en Periscope para su tema «Phone Down» en noviembre de 2015. En la 57.ª edición de los Premios Grammy, Imagine Dragons empleó un concepto similar: interpretaron su sencillo «Shots» por primera vez.

## Interpretaciones en directo
Durante un concierto en Tokio en el Zepp DiverCity el 16 de marzo de 2016, parte de la gira MasterCard Priceless Surprises Presents, patrocinada por Mastercard, Stefani presentó un popurrí compuesto por tres temas de This Is What the Truth Feels Like. En este popurrí se interpretaron, de manera consecutiva, «Used to Love You», «Make Me Like You» y «Misery». La ejecución de «Make Me Like You» se presentó como un «relato positivo sobre el hallazgo de un nuevo amor», en contraste con «Used to Love You», que expresó emociones más «crudas». La actuación se realizó con el acompañamiento de una banda completa, que incluía sección de metales, e incorporó cambios de vestuario, coreografía coordinada y elementos visuales que aludieron a trabajos anteriores y al «amor» que la artista sentía hacia Tokio.
También la presentó en varios programas de televisión. La tocó en el programa Jimmy Kimmel Live! el 17 de febrero de 2016, y reveló que su letra era sobre Shelton. Además, fue invitada a The Ellen DeGeneres Show, Good Morning America y en los Radio Disney Music Awards de ese año. El 2 de abril ofreció una actuación en Saturday Night Live junto a sus compañeros de No Doubt, Stephen Bradley y Gabrial McNair, luciendo un «vestido de encaje, estilo babydoll». Finalmente, el 15 de julio, lo interpretó en el programa Today, junto a «Misery», «Hollaback Girl» y «The Sweet Escape».

## Créditos y personal
Créditos adaptados de las notas del álbum.
Grabación
- Estudios Wolf Cousins y Maratone (Estocolmo, Suecia) e Interscope (Santa Mónica, California).

Personal
- Gwen Stefani — voz, composición
- Robin Fredriksson — composición
- Serban Ghenea — mezcla de audio
- John Hanes — ingeniero de mezcla
- Mattias Larsson — composición
- Julia Michaels — composición
- Mattman & Robin — producción
- Phil Seaford — asistente de ingeniería de mezcla
- Justin Tranter — composición

## Formatos
| Descarga digital (remezclas) |                                          |          |  |
| N.º                          | Título                                   | Duración |  |
| 1.                           | «Make Me Like You» (RAC Mix)             | 3:29     |  |
| 2.                           | «Make Me Like You» (Sad Money Remix)     | 2:58     |  |
| 3.                           | «Make Me Like You» (Chris Cox DMS Remix) | 4:49     |  |

## Certificaciones
| País           | Organismo certificador                    | Certificación | Ventas certificadas | Ref.   |
| -------------- | ----------------------------------------- | ------------- | ------------------- | ------ |
| Estados Unidos | Recording Industry Association of America | Oro           | 500 000             | [ 80 ] |